# Castuera

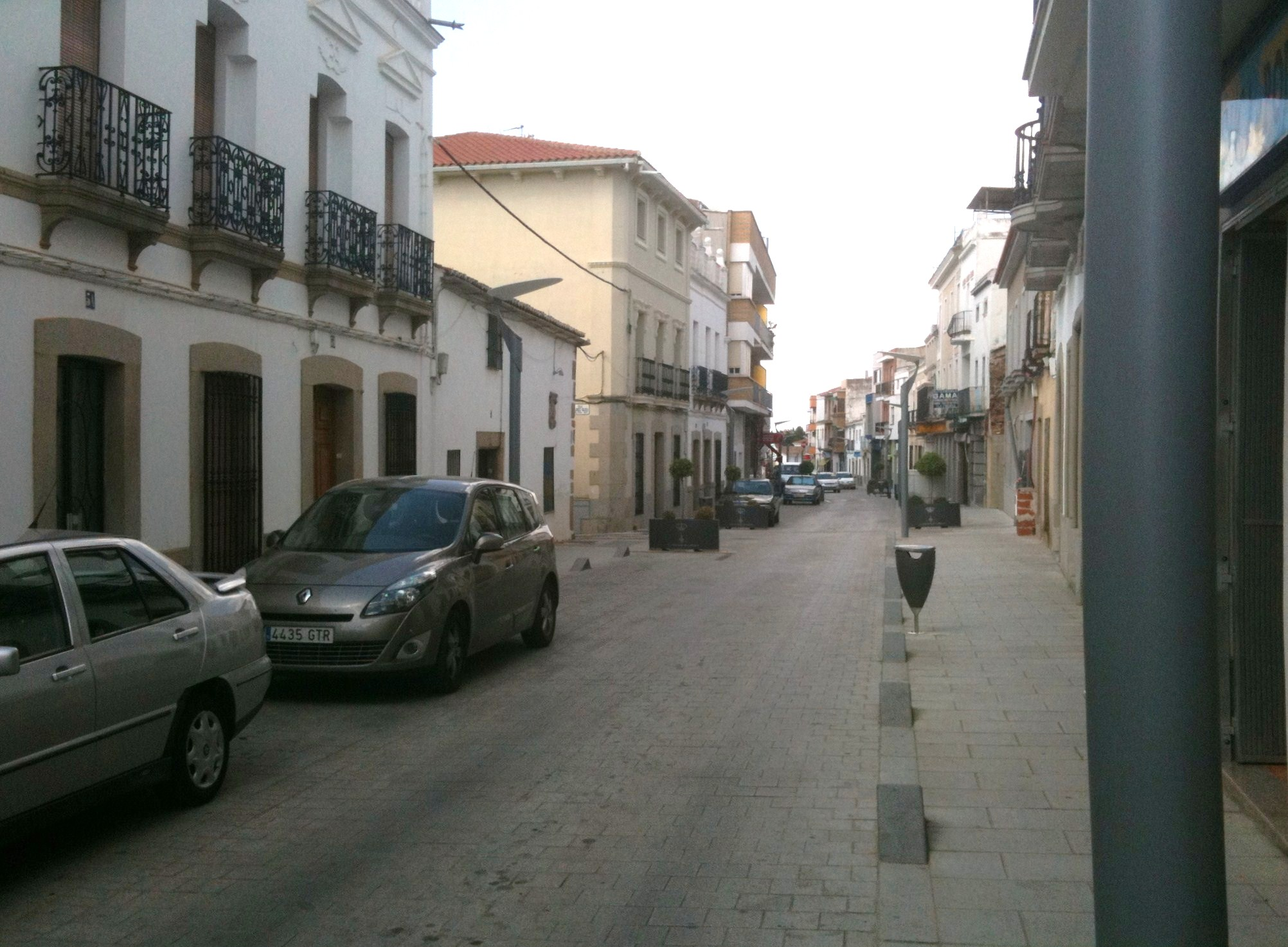
Calle Santa Ana

Castuera is een gemeente in de Spaanse provincie Badajoz in de regio Extremadura met een oppervlakte van 432 km². Castuera heeft 6.115 inwoners (1 januari 2016).

## Demografische ontwikkeling
Bron: INE, 1857-2011: volkstellingen

## Geboren in Castuera
- Pedro de Valdivia (1497/1500-1553), conquistador en gouverneur van Chili